# Сен-Пантали-д’Анс
Сен-Пантали́-д’Анс (фр. Saint-Pantaly-d'Ans) — коммуна во Франции, находится в регионе Аквитания. Департамент — Дордонь. Входит в состав кантона Иль-Лу-Овезер. Округ коммуны — Перигё.
Код INSEE коммуны — 24475.

## География

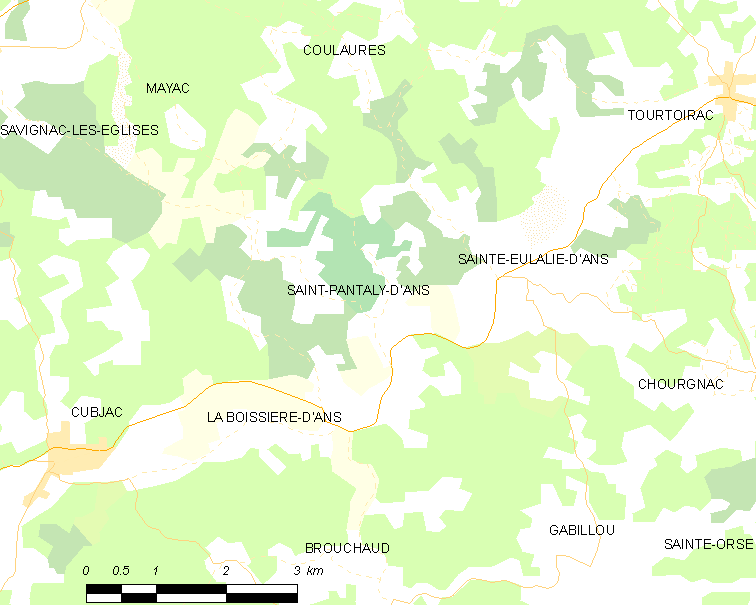
Карта коммуны

Коммуна расположена приблизительно в 420 км к югу от Парижа, в 135 км восточнее Бордо, в 23 км к востоку от Перигё.
По территории коммуны протекает река Овезер.

### Климат
Климат умеренный океанический со средним уровнем осадков, которые выпадают преимущественно зимой. Лето здесь долгое и тёплое, однако также довольно влажное, здесь не бывает регулярных периодов летней засухи. Средняя температура января — 5 °C, июля — 18 °C. Изредка вследствие стечения неблагоприятных погодных условий может наблюдаться непродолжительная засуха или случаются поздние заморозки. Климат меняется очень часто, как в течение сезона, так и год от года.

## Население
Население коммуны на 2010 год составляло 154 человека.
| 1962 | 1968 | 1975 | 1982 | 1990 | 1999 | 2010 |
| ---- | ---- | ---- | ---- | ---- | ---- | ---- |
| 222  | 219  | 180  | 167  | 160  | 156  | 154  |

## Администрация
| Период | Период | Фамилия         | Партия       | Примечания      |
| ------ | ------ | --------------- | ------------ | --------------- |
| 1959   | 1989   | Рене Лафон      |              |                 |
| 1989   | 2008   | Жан-Пьер Равида |              | предприниматель |
| 2008   | 2020   | Корин Гурсоль   | беспартийная |                 |

## Экономика
В 2010 году среди 86 человек трудоспособного возраста (15—64 лет) 64 были экономически активными, 22 — неактивными (показатель активности — 74,4 %, в 1999 году было 68,9 %). Из 64 активных жителей работали 56 человек (33 мужчины и 23 женщины), безработных было 8 (4 мужчины и 4 женщины). Среди 22 неактивных 4 человека были учениками или студентами, 13 — пенсионерами, 5 были неактивными по другим причинам.

## Достопримечательности
- Руины замка Маркессак (XVII век). Исторический памятник с 2013 года[5]
- Церковь Св. Пантелеимона (XVI век)
- Церковь Св. Пардулфуса (XVII век)

## Города-побратимы
- Анс (Бельгия, с 1999)

## Фотогалерея

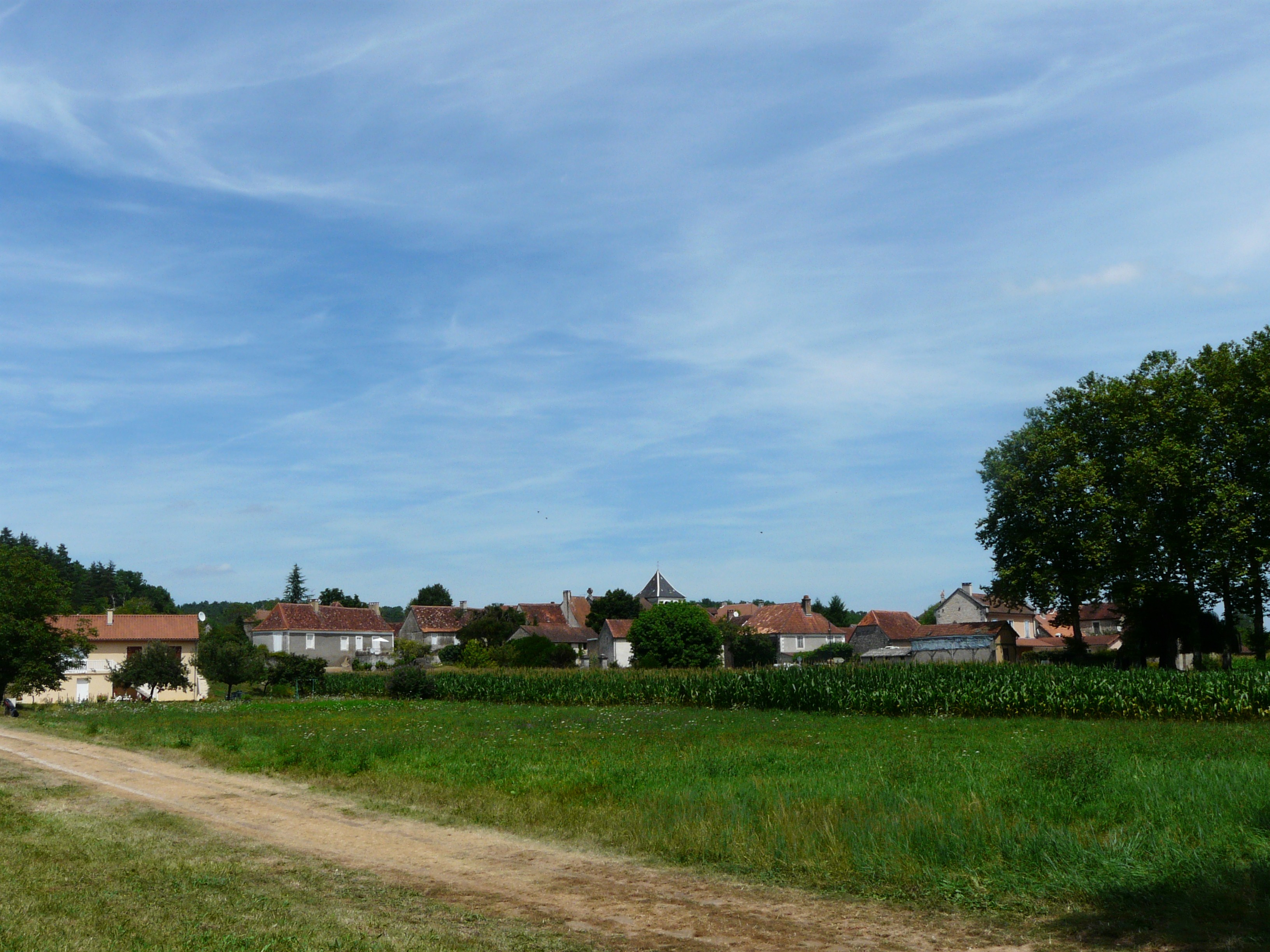
Сен-Пантали-д’Анс
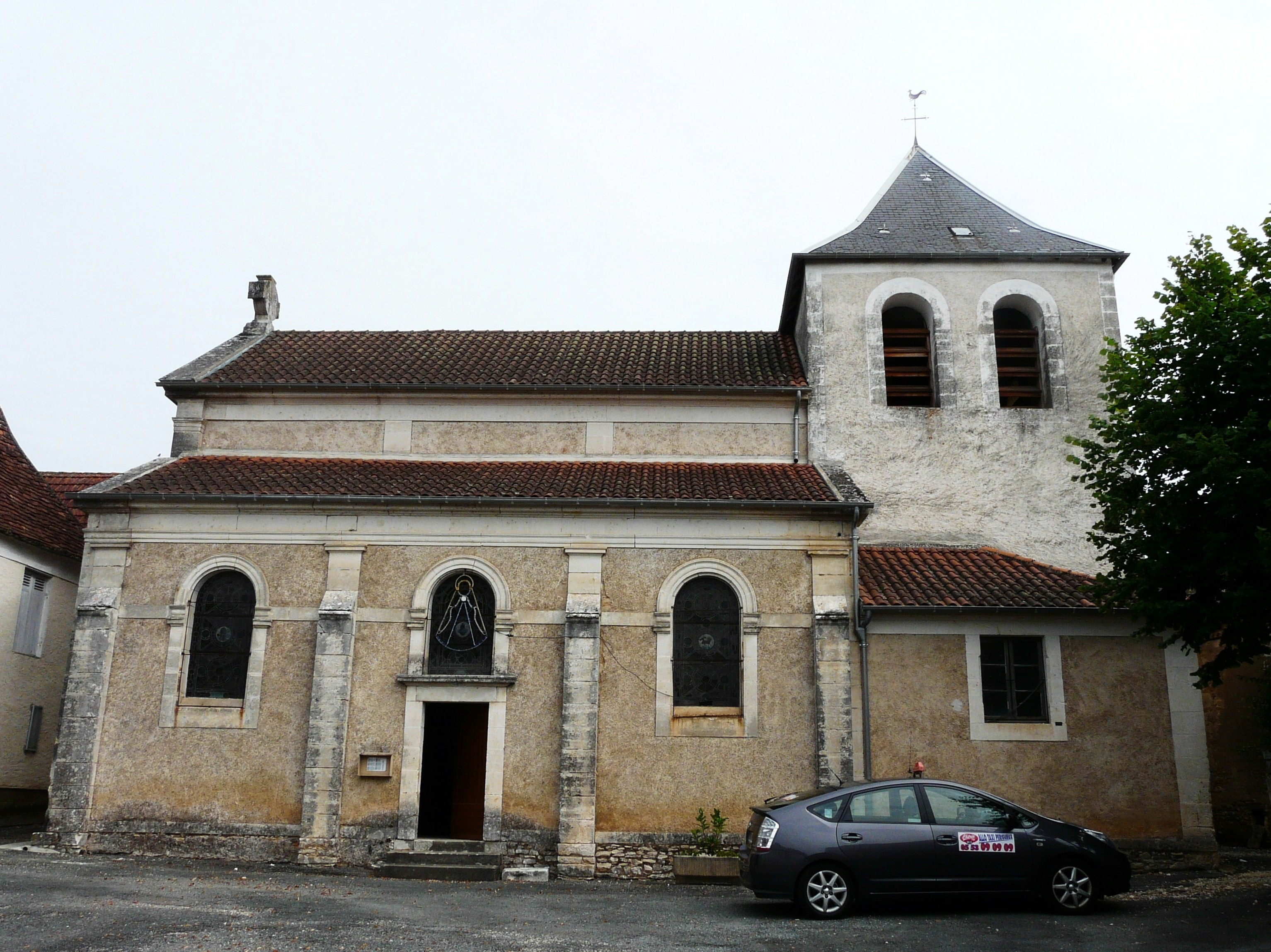
Церковь Св. Пантелеимона
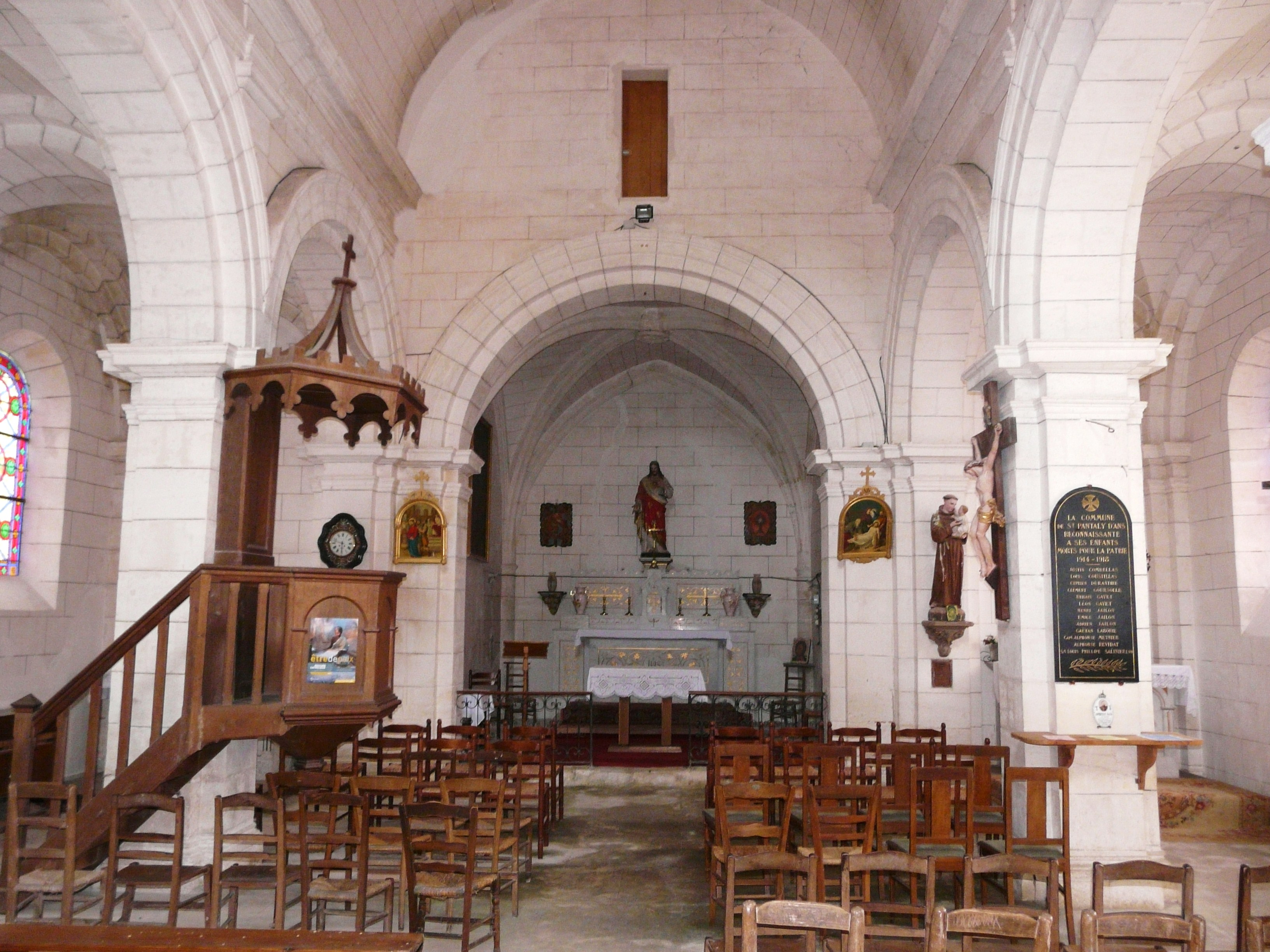
Интерьер церкви Св. Пантелеимона
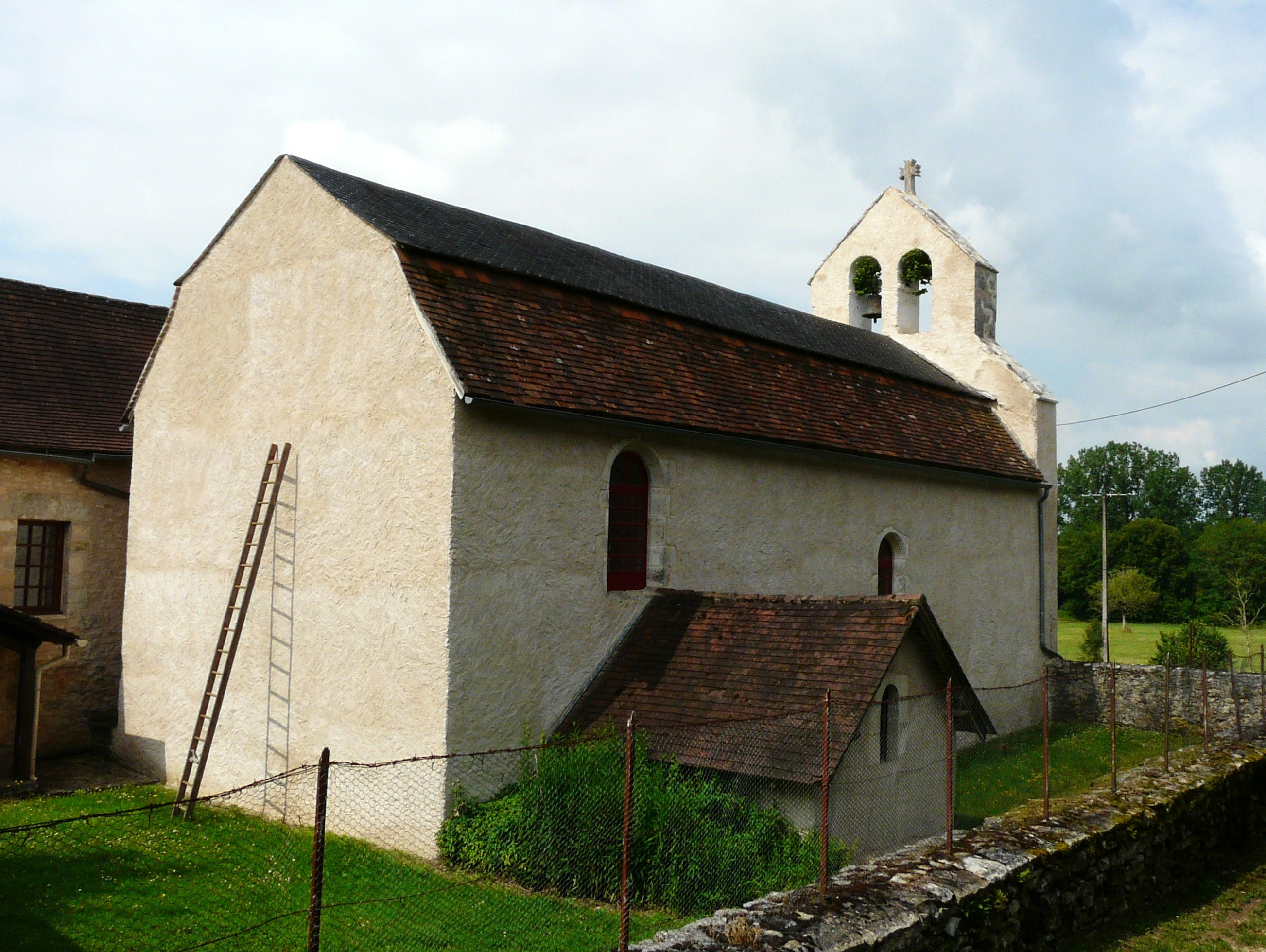
Церковь Св. Пардулфуса
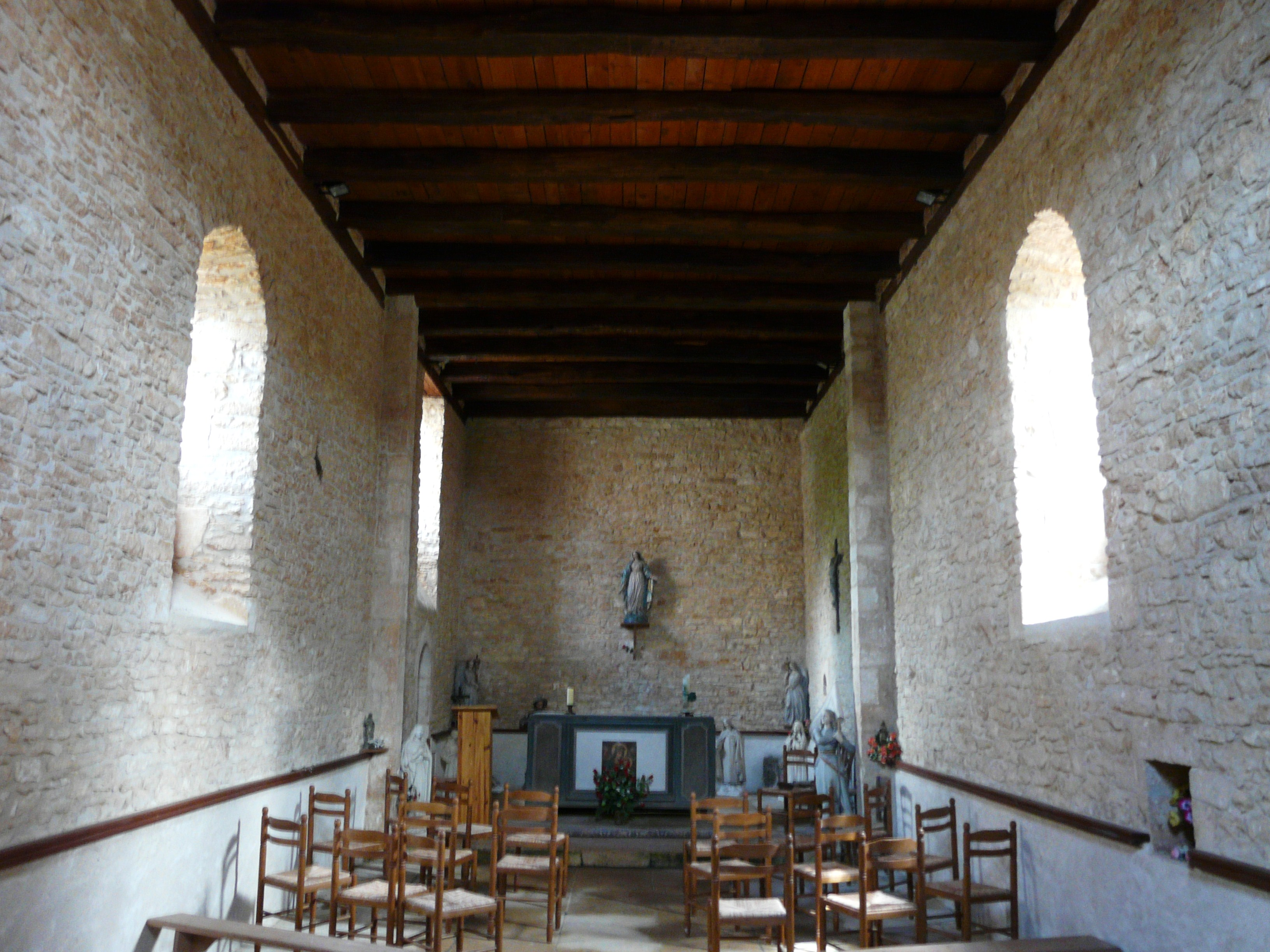
Интерьер церкви Св. Пардулфуса
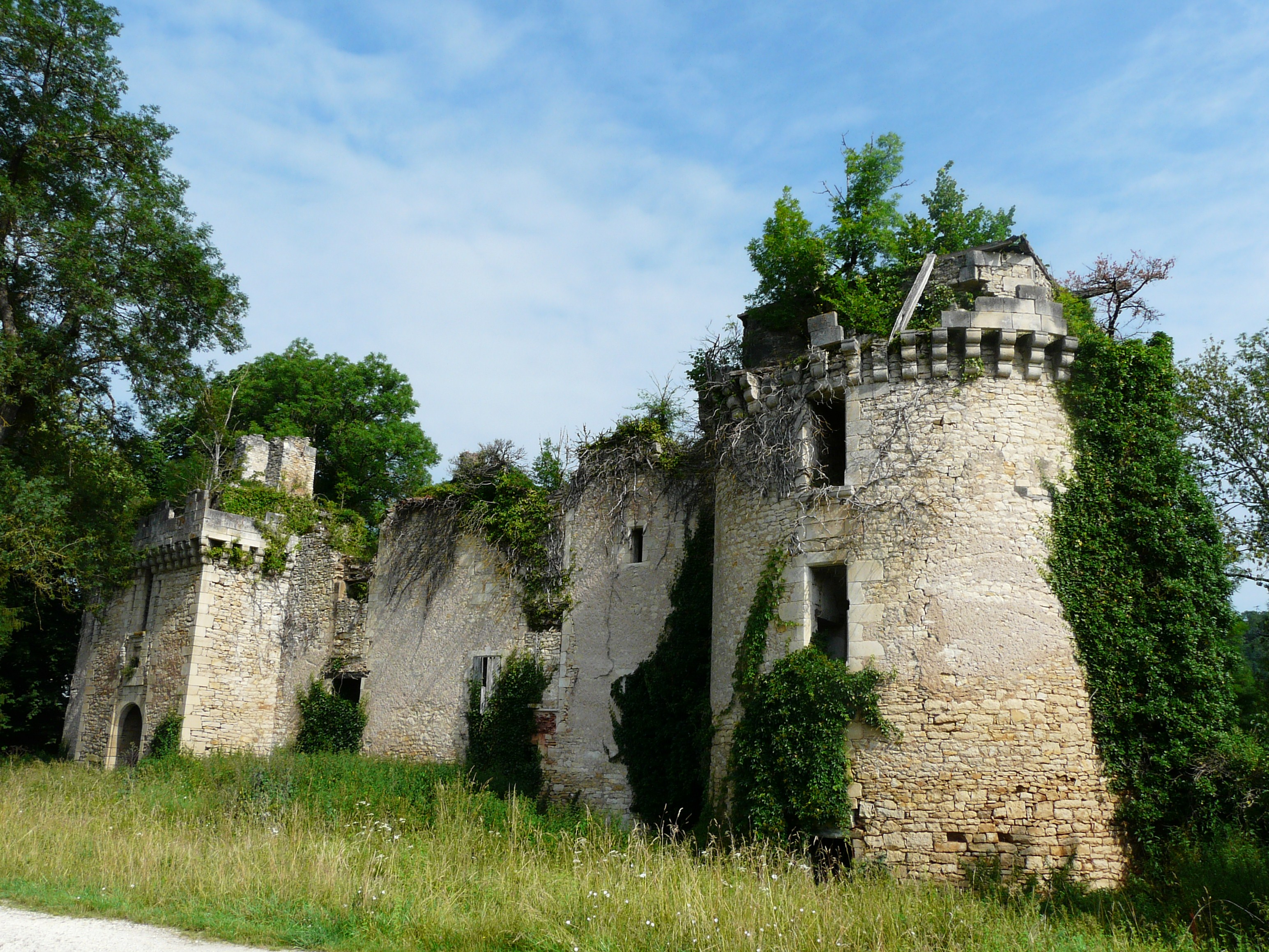
Замок Маркессак
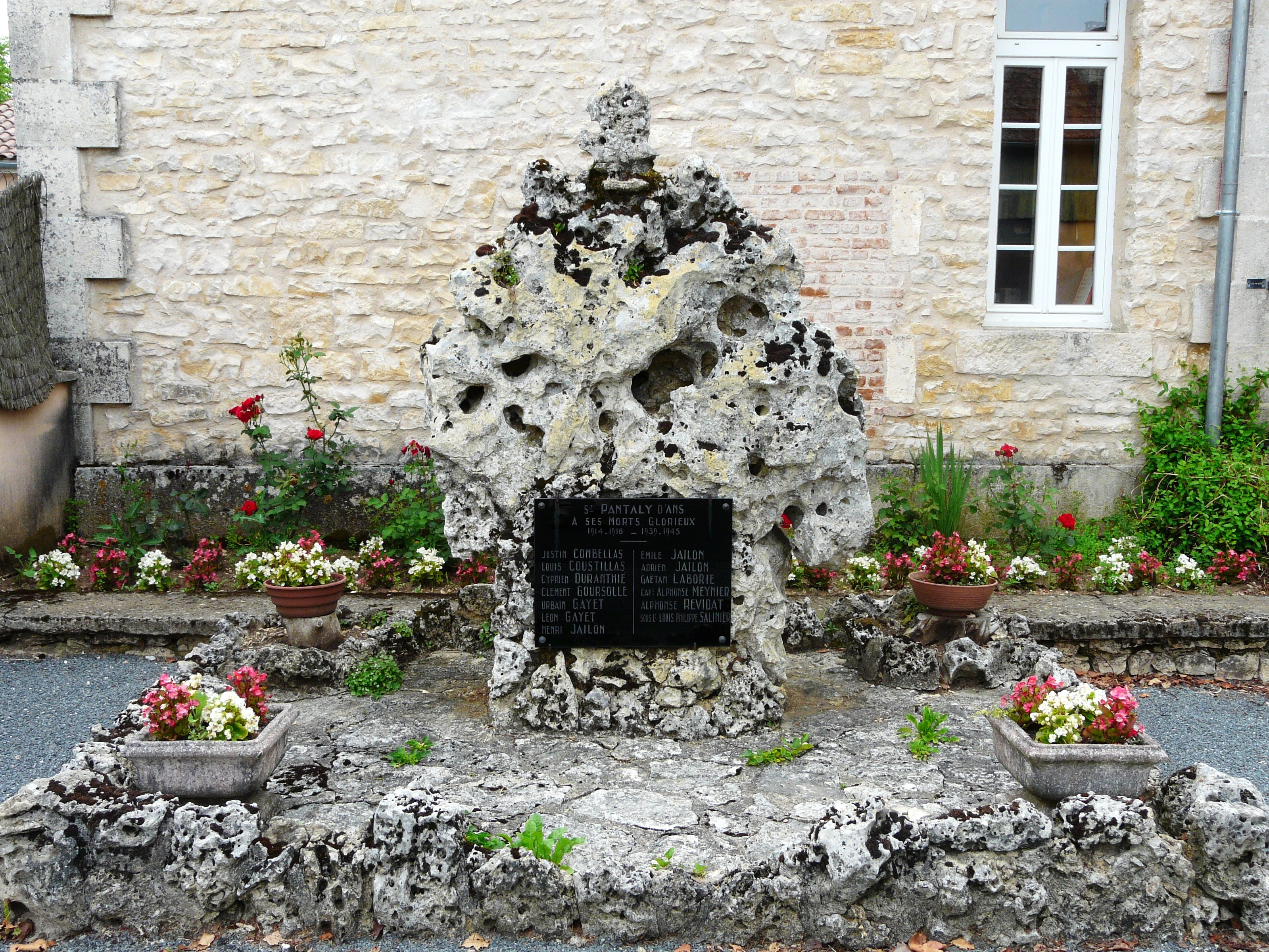
Военный мемориал
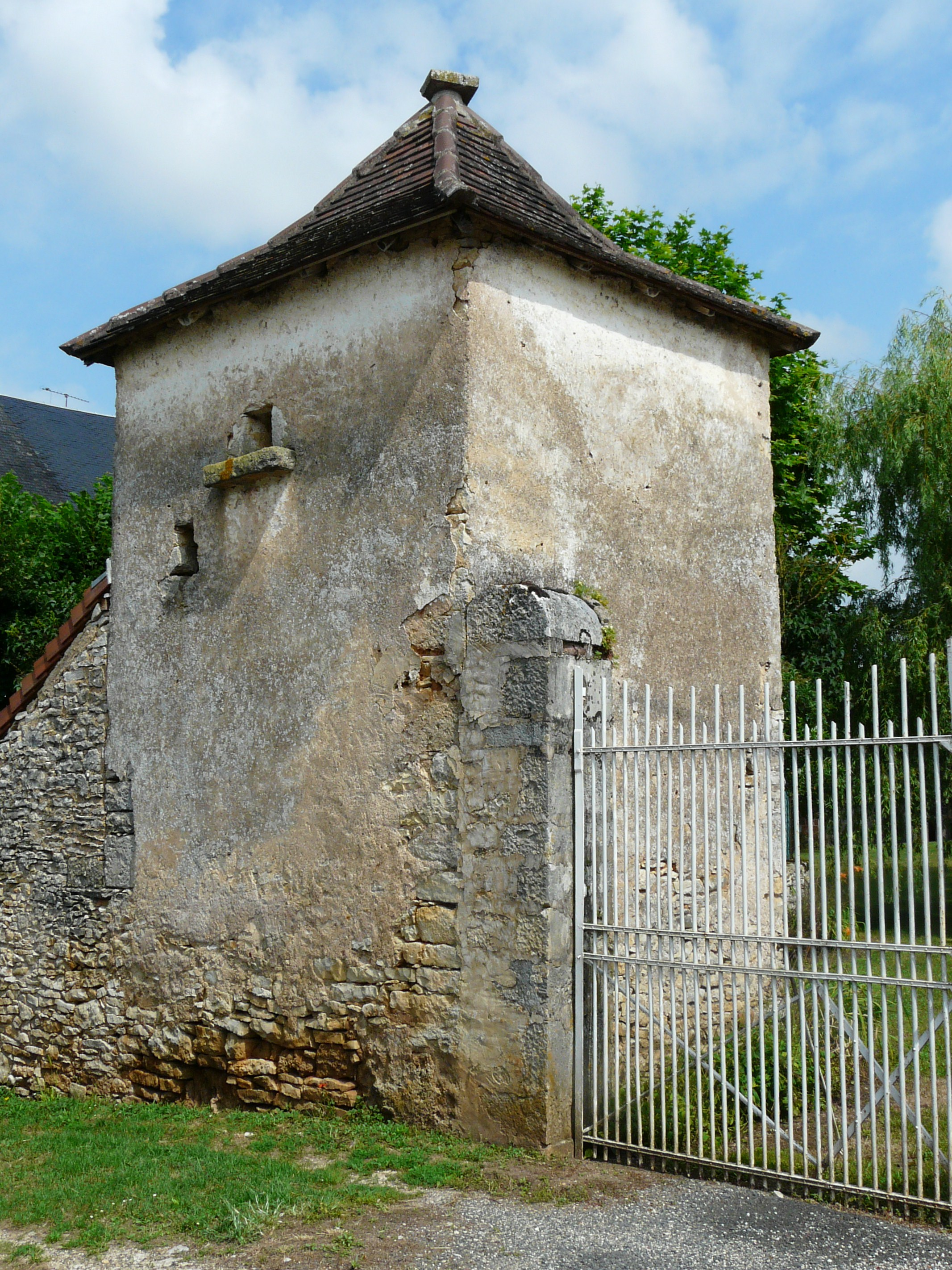
Голубятня
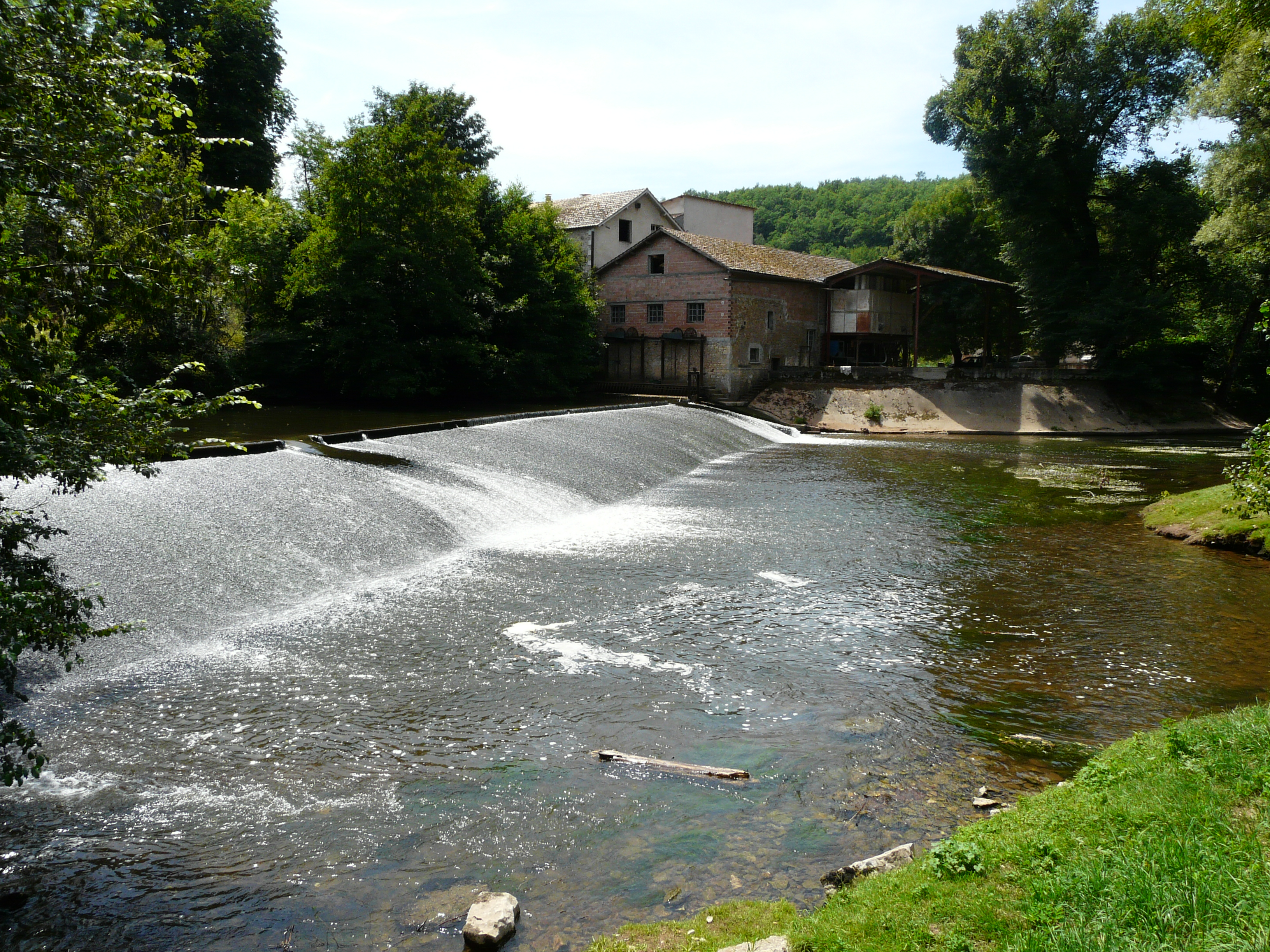
Плотина Маркессак на реке Овезер